# Édouard Mény de Marangue
Édouard Marie Marc Mény de Marangue (ur. 30 listopada 1882 we Paryżu, zm. 23 stycznia 1960 w Beaulieu-sur-Mer) – tenisista reprezentujący Francję. Brązowy medalista z igrzysk w Sztokholmie (1912) w grze deblowej na korcie otwartym w parze z Albertem Canet.

## Występy na letnich igrzyskach olimpijskich

### Turnieje singlowe
| Igrzyska | Konkurencja                     | 1/64 finału             | 1/32 finału     | 1/16 finału     | Ćwierćfinał     | Półfinał        | Finał/Mecz o trzecie miejsce | Klasyfikacja końcowa |
| Igrzyska | Konkurencja                     | Rywal                   | Rywal           | Rywal           | Rywal           | Rywal           | Rywal                        | Klasyfikacja końcowa |
| -------- | ------------------------------- | ----------------------- | --------------- | --------------- | --------------- | --------------- | ---------------------------- | -------------------- |
| LIO 1912 | Turniej singlowy (kort otwarty) | Luis Maria Heyden P 2:3 | → Nie awansował | → Nie awansował | → Nie awansował | → Nie awansował | → Nie awansował              | Miejsca 33-64        |

### Turnieje deblowe
| Igrzyska | Konkurencja                             | Partner      | 1/32 finału | 1/16 finału                       | Ćwierćfinał                     | Półfinał                   | Finał/Mecz o trzecie miejsce | Klasyfikacja końcowa |
| Igrzyska | Konkurencja                             | Partner      | Rywal       | Rywal                             | Rywal                           | Rywal                      | Rywal                        | Klasyfikacja końcowa |
| -------- | --------------------------------------- | ------------ | ----------- | --------------------------------- | ------------------------------- | -------------------------- | ---------------------------- | -------------------- |
| LIO 1912 | Turniej deblowy mężczyzn (kort otwarty) | Albert Canet | Wolny los   | H. Schomburgk O. von Müller W 3:1 | M. Sumarokow A. Alejnicyn W 3:0 | A. Zborzil F. Piepes P 2:3 | L. Žemla J. Just W 3:0       |                      |